# Compagnie Générale d’Automobiles Van Langendonck
Compagnie Générale d’Automobiles Van Langendonck est un constructeur automobile belge.

## Production
L’entreprise basée à Bruxelles a commencé à produire des automobiles en 1901. L’usine était au 44 Rue de Brabant (Région de Bruxelles-Capitale). Le nom de marque était Langendonck. La société proposait le modèle 5 CV avec un moteur intégré de De Dion-Bouton et la 8,5 CV avec un moteur de Moteurs Buchet. Les moteurs étaient montés à l’avant du châssis et entraînaient l’essieu arrière via un arbre à cardan. Les véhicules étaient équipés d’une boîte de vitesses à trois rapports avec marche arrière. En plus des biplaces ouvertes, il y avait la forme de la carrosserie Tonneau avec de la place pour quatre personnes. La production s’est terminée en 1902.